# Goor
Goor è una località e un'ex-municipalità dei Paesi Bassi situata nella provincia dell'Overijssel. Soppressa il 1º gennaio 2001, il suo territorio, è andato a costituire, insieme a quello delle ex-municipalità di Diepenheim e Stad Delden e parte del territorio di Ambt Delden e Markelo, la municipalità di Hof van Twente, divenendone il capoluogo della stessa.